# Idade de Ouro da cultura medieval búlgara

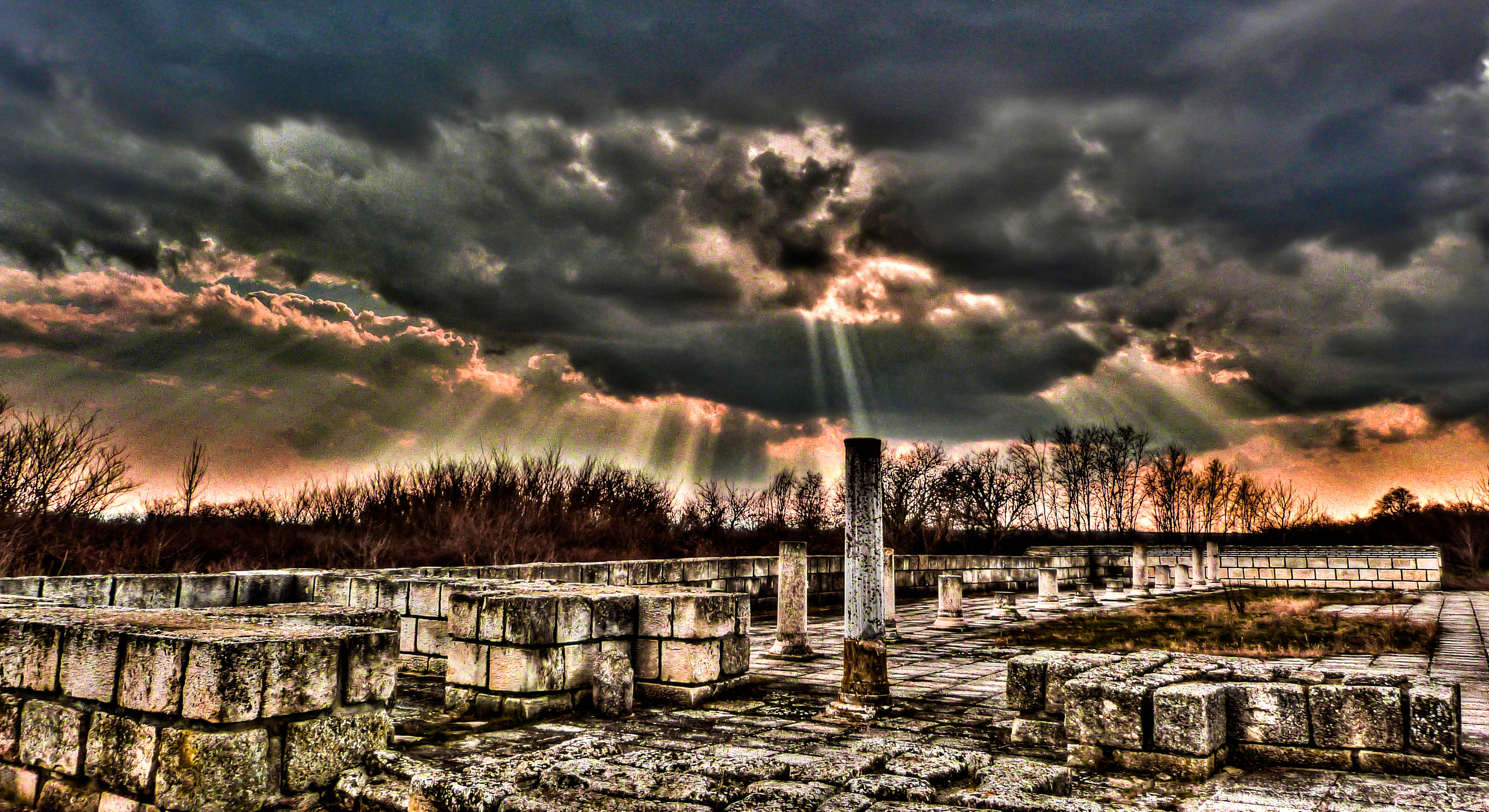
Grande Basílica (Plisca).

A Idade de Ouro da cultura búlgara medieval é chamada de época de Cristianização da Bulgária 865/866 a Guerra rus'-bizantina de 970–971. O termo foi introduzido por Spiridon Palauzov em 1852.
Esta é uma época de excepcional prosperidade da Bulgária, cujas conquistas dão um reflexo completo na Europa durante a Idade Média.